# Portsmouth Sinfonia
Le Portsmouth Sinfonia est un orchestre fondé en 1970 par des étudiants de la Portsmouth School of Art (Portsmouth, Angleterre) et un de leurs professeurs, le compositeur Gavin Bryars. 
Il avait la particularité de regrouper des non-musiciens et des musiciens jouant d'un instrument qui leur était entièrement nouveau. L'orchestre, créé à l'origine pour une représentation unique à prendre au second degré, a rencontré un succès inattendu et enchaîné concerts et albums jusqu'à une dernière représentation publique, en 1980.

## Historique
L'orchestre Portsmouth Sinfonia est constitué en 1970 par des étudiants de la Portsmouth School of Art et un professeur invité, le contrebassiste Gavin Bryars, pour participer à un célèbre télécrochet, Opportunity Knocks (en). Le morceau choisi pour concourir est l'ouverture du Guillaume Tell de Rossini. L'interprétation est très approximative, mais contre toute attente, le Portsmouth Sinfonia remporte le télécrochet et entame une vraie carrière musicale.
Afin que la plupart des membres du Portsmouth Sinfonia aient une idée au moins vague des morceaux à jouer, le répertoire de l'orchestre se compose principalement de pièces connues de la musique classique (comme Le Beau Danube bleu de Strauss, ou le Casse-noisette de Tchaïkovski). Ainsi, même sans savoir jouer correctement de leur instrument, les musiciens savent approximativement quelles parties sont plus aiguës ou plus rythmées que d'autres. Le résultat obtenu est un ensemble sonore donnant une vague impression du morceau.
Leur premier album Portsmouth Sinfonia Plays the Popular Classics est distribué en 1974. Ils donnent un concert au Royal Albert Hall  le 28 mai 1974. 
Le groupe ne s'est jamais officiellement dissous, mais a cessé concerts et enregistrements en 1980, après un troisième album et une dernière représentation à Paris.
Outre Gavin Bryars, plusieurs musiciens célèbres ont joué dans l'orchestre : Brian Eno, Steve Beresford, Brian Reffin Smith, Michael Nyman notamment.

## Discographie
- The Best/Worst of the Portsmouth Sinfonia (1978)
- Classical Muddly / Hallelujah Chorus (1981)
- Dead Parrot Society (1993; compilation avec d'autres artistes, principalement les Monty Python)